# Amphogona apicata
Amphogona apicata är en nässeldjursart som beskrevs av Paul Torben Lassenius Kramp 1957. Amphogona apicata ingår i släktet Amphogona och familjen Rhopalonematidae. Inga underarter finns listade i Catalogue of Life.